# 耶特
耶特（英語：Yate，/ˈjeɪt/）是英格蘭南格洛斯特郡的一個城鎮和民政教區。據2011年人口普查，耶特有人口21,603人。這裡耶特是一個重要的石灰岩產地。英国著名作家、小说哈利·波特的作者J·K·罗琳于1965年出生于此。